# آنتونلا الیا
آنتونلا الیا (ایتالیایی: Antonella Elia؛ زادهٔ ۱ نوامبر ۱۹۶۳) بازیگر و مجری تلویزیون اهل ایتالیا است.
از فیلم‌ها یا مجموعه‌های تلویزیونی که وی در آن‌ها نقش داشته‌است، می‌توان به نامزد اشاره نمود.